# Centrale (distretto di Mosca)
Il distretto amministrativo centrale, in russo Центральный административный округ?, è uno dei 12 distretti amministrativi in cui è divisa la città di Mosca. Occupa il centro cittadino e include nel suo territorio quasi tutte le stazioni ferroviarie della città, la maggior parte delle sedi ministeriali della Federazione Russa, il Cremlino, la sede del governo (la cosiddetta "Casa Bianca russa") e la Duma. Molta parte del territorio ospita anche edifici direzionali e commerciali.
I confini del distretto coincidono grossomodo con quelli della città di Mosca nel 1912, con l'eccezione dei quartieri Sokol'niki, incluso nel distretto orientale e Dorogomilovo, incluso in quello occidentale.
Si divide nei quartieri
- Arbat (Арбат)
- Basmannyj (Басманный)
- Zamoskvoreč'e (Замоскворечье)
- Krasnosel'skij (Красносельский)
- Meščanskij (Мещанский)
- Presnenskij (Пресненский)
- Taganskij (Таганский)
- Tverskoj (Тверской)
- Chamovniki (Хамовники)
- Jakimanka (Якиманка)